# Achillion

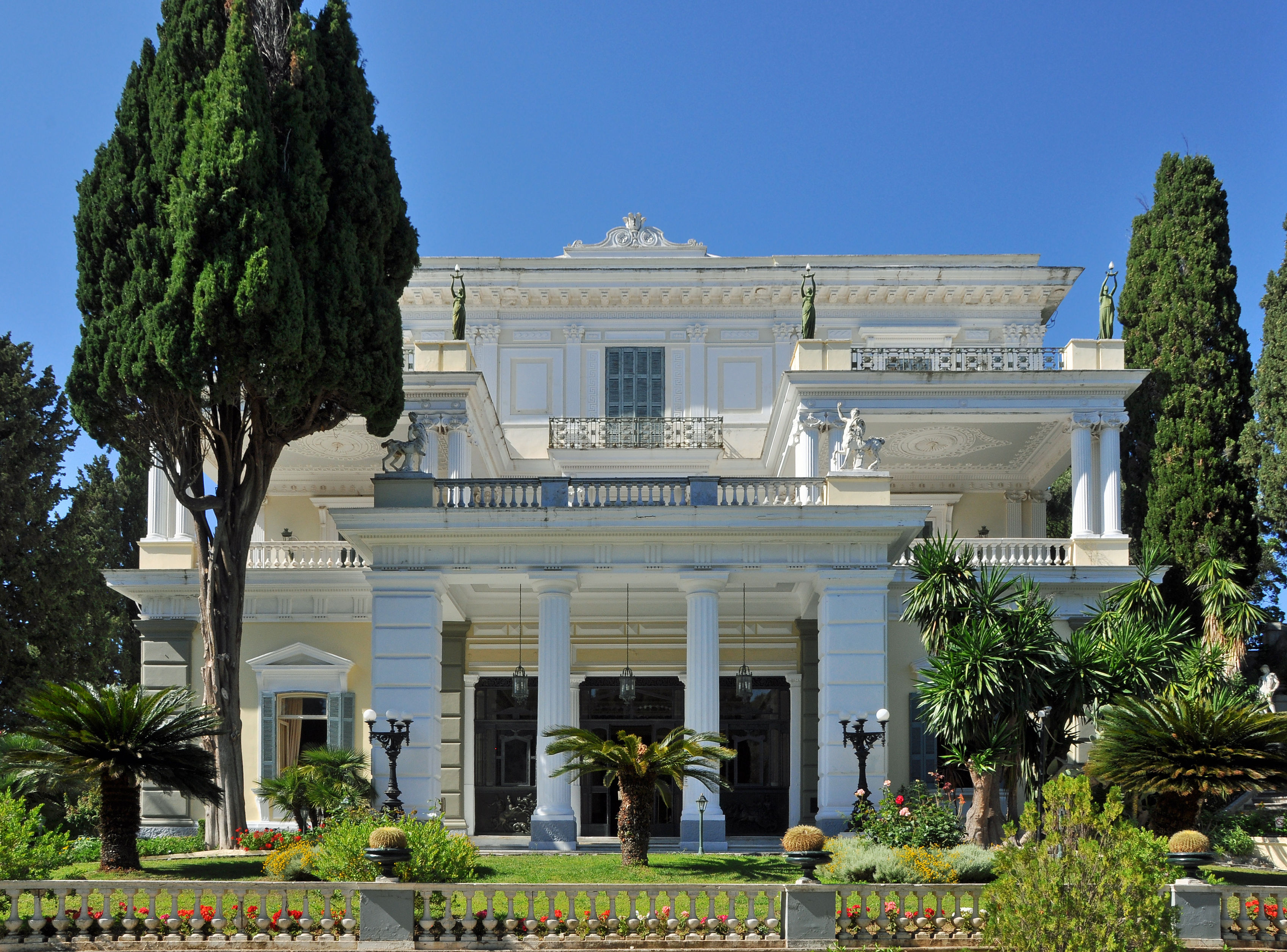
Achielleion

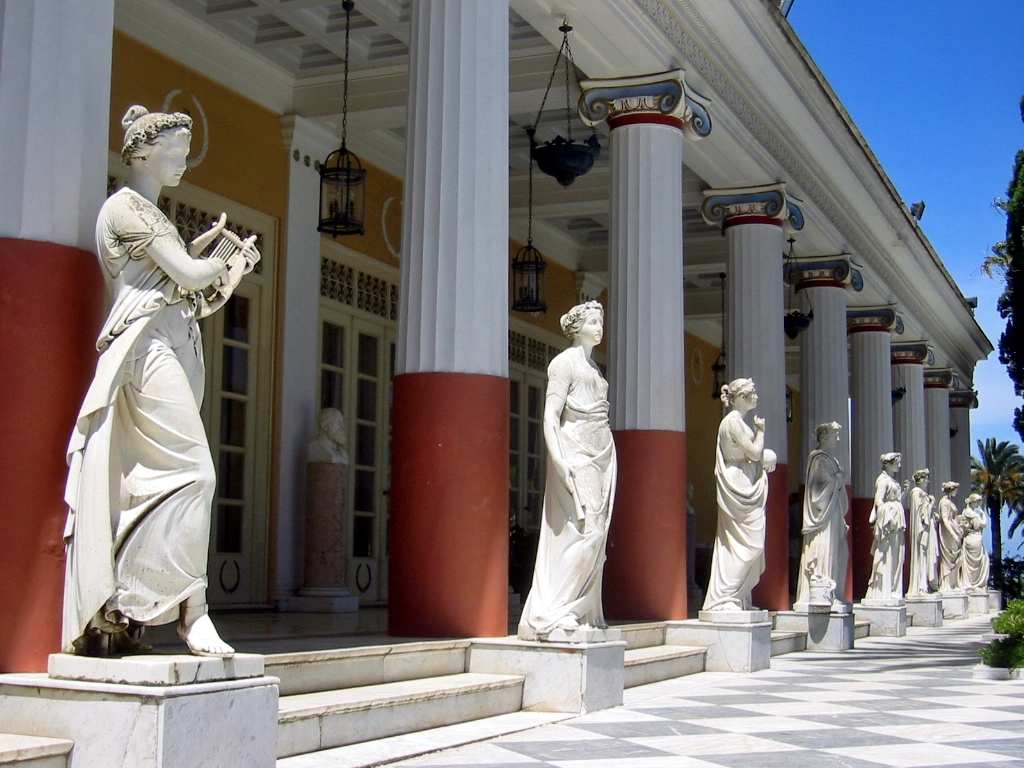
Sloupořadí devíti mramorových soch Múz

Achillion (někdy též Achilleion, Achileon, či Achilion; řecky Αχίλλειο či Αχίλλειον) je letní zámeček (palác či honosná vila) rakouské císařovny Alžběty „Sissi“ Bavorské. Jde o stavební památku z roku 1890 na řeckém ostrově Korfu, kterou v pompejském (neoklacisistním) slohu postavili italští architekti Rafael Kavit a Antonio Landi pro rakouskou císařskou rodinu.

## Historie
Od roku 1891, kdy byl zámeček zprovozněn, až do roku 1898, kdy byla císařovna Alžběta v Ženevě zavražděna při atentátu, sloužil císařovně jako místo pro odpočinek a rozptýlení. Pobývala zde také, mimo jiné, též kvůli svému zdravotnímu stavu, kdy vyhledávala zejména místní příznivé přímořské klima.
Objekt byl pojmenován podle antického hrdiny Achilla, neboť císařovna Alžběta byla velkou obdivovatelkou a milovnicí starořecké antické kultury a vzdělanosti. Název zámku je pak připomínán i ve vlysu nacházejícím se nad jeho hlavním vchodem, kde je vyobrazen Achilleus na válečném voze, v přilehlé zahradě se nachází i jeho dvě další sochy. Celý objekt byl vyzdoben mnoha uměleckými předměty s převažujícími antickými motivy.
Zámek byl vystavěn na terénní vyvýšenině (na pahorku) nacházejícím se asi 10 kilometrů od hlavního města ostrova Korfu v místě, kde je velmi krásný výhled jak na samotné na hlavní město, tak i na moře i na větší část pobřeží ostrova. V okolí zámku byla na svahu zřízena velká terasovitá zámecká zahrada (zámecký park), která je dodnes velmi dobře udržovaná a zčásti přístupná veřejnosti, táhne se od zámku až dolů k moři, kde byl pro císařovnu vybudován soukromý přístav.
Po Alžbětině smrti byl zámek deset let nevyužíván, v roce 1908 jej od císaře Františka Josefa I. zakoupil německý císař Vilém II., ten jej užíval až do vypuknutí první světové války, kdy jej zabavila řecká vláda. Během obou světových válek zámek sloužil jakožto nemocnice a štábní budova.
Po druhé světové válce byl zámek využíván soukromou firmou také jako kasino (ve své době vůbec první v celém Řecku).

## Interiér
Interiéry v zámku se v převážné míře dochovaly do dnešních doby v dobrém stavu, první dvě podlaží jsou v současnosti přístupné pro veřejnost, přístupné není pouze poslední 2. patro, kde se původně nacházely pokoje císaře Františka Josefa I. a nejmladší dcery arcivévodkyně Marie Valerie.
V přízemí se původně nacházela modlitebna, jídelna zařízená v renesančním stylu, kuřácká místnost a přijímací sál, v 1. patře se pak nalézaly pokoje císařovny Alžběty.

## Umělecké artefakty

### Interiér
- císařské schodiště s bronzovými sochami božského manželského páru: Zeus a Héra
- mramorový reliéf: Helena, Paris a bůh lásky Erós
- vlys z Achillem s vlysem s bohem Diem – oba nad hlavním vchodem do zámku
- portrétní obraz císařovny Alžběty Bavorské
- ikona Panny Marie vystupující z mořských vln (Stella del Mare – česky: Hvězda moře) v modlitebně

### Exteriér
- socha císařovny Alžběty Bavorské před hlavním vchodem do zámku
- Kolonáda: sloupořadí 9 Múz se skulpturami Tří Grácií – vyhlídkové místo, zahradní terasa, kde 13 bust antických filozofů a básníků (arkáda »moudrých mužů«)
- bronzové sochy 2 zápasníků pod vyhlídkovou terasou
- na schodišti v zahradě sochy starověkých řeckých bohů: Apollón, Hermés, Artemis a Afrodita
- socha Umírající Achilleus v zahradě
- několikametrová litinová socha Vítězný Achilleus v zahradě

## Zajímavost
Patrně nejvzácnější sochou je ta, představující umírajícího reka, snažícího se vytáhnou si šíp ze zranitelné paty.

## Zámek ve filmu
Objekt použili i filmaři pro natáčení exteriérů snímku s Jamesem Bondem Jen pro tvé oči (1981; anglicky For Your Eyes Only).